# カヴァッリーリオ
カヴァッリーリオ（伊: Cavallirio）は、イタリア共和国ピエモンテ州ノヴァーラ県にある、人口約1,300人の基礎自治体（コムーネ）。

## 地理

### 位置・広がり
| 隣接するコムーネは以下の通り。 - ボーカ - クレッジョ - フォンタネート・ダゴーニャ - プラート・セージア - ロマニャーノ・セージア |

## 行政

### 分離集落
カヴァッリーリオには、以下の分離集落（フラツィオーネ）がある。
- Cademarco, Caditogno, Piatè, Polera, San Germano, Stoccada, Suloro, Villa